# Grand Prix cycliste de Québec 2012
La 3e édition du Grand Prix cycliste de Québec a lieu le 7 septembre 2012.
Il s'agit de la 25e épreuve de l'UCI World Tour 2012. Avec le Grand Prix cycliste de Montréal qui se déroule deux jours plus tard, la course est l'une des deux seules épreuves World Tour organisées en Amérique du Nord.
Simon Gerrans (Orica-GreenEDGE) est victorieux de l'épreuve après avoir battu au sprint son compagnon d'échappée, Greg Van Avermaet (BMC Racing). Le Portugais Rui Costa (Movistar) prend la troisième place à 4 secondes du duo.

## Présentation

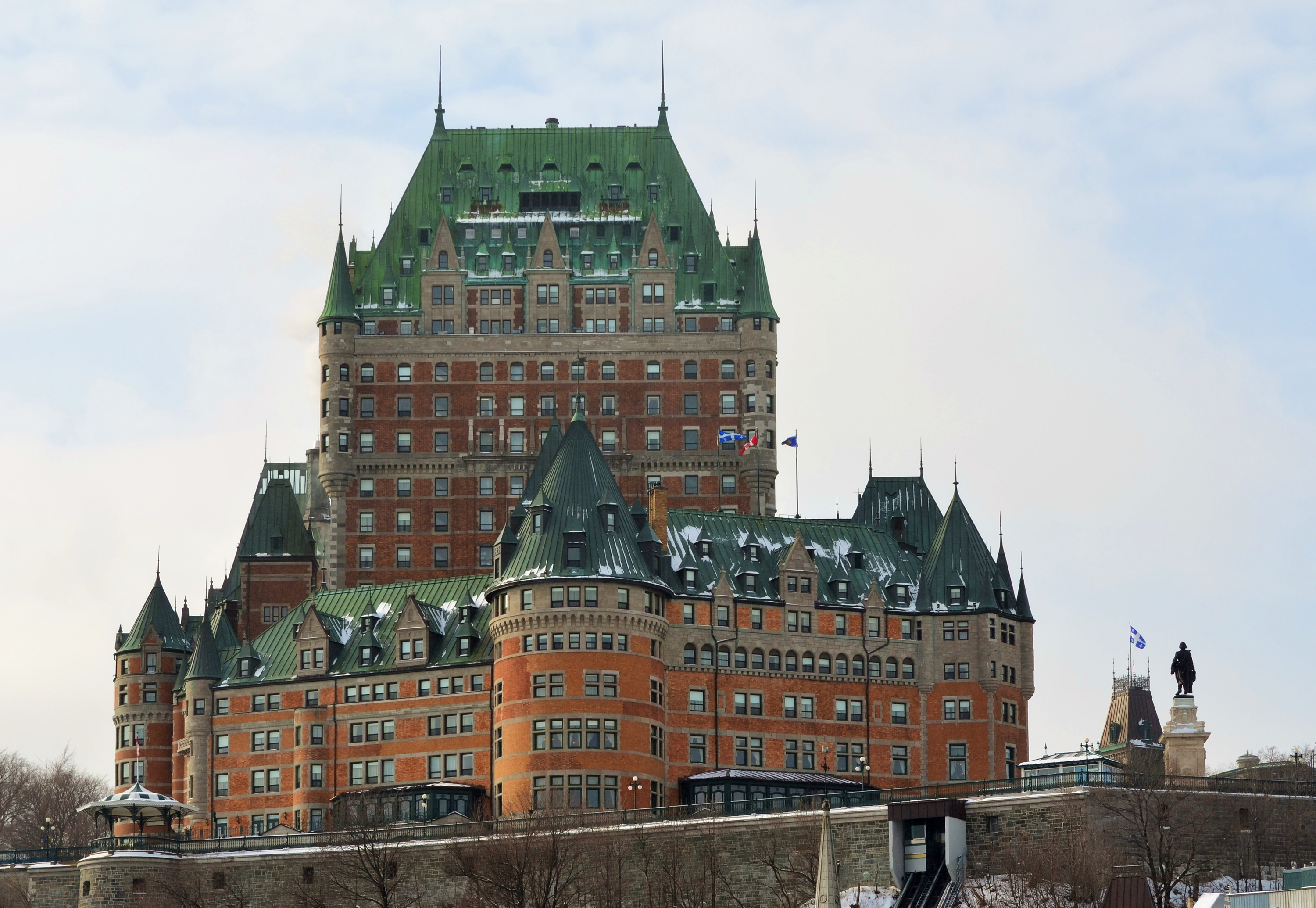
Le Château Frontenac est l'hôtel officiel de l'événement et accueille les coureurs et le personnel d'encadrement du 4 septembre au 8 septembre.

### Parcours
La course se compose de 16 tours d'un circuit vallonné de 12,6 km, et est exactement le même que lors de l'édition 2011. La ligne d'arrivée se trouve sur une montée régulière, large et en ligne droite sur la Grande Allée, une rue historique du Vieux-Québec. Le parcours favorise les grimpeurs et les puncheurs, car le dénivelé total est de 2976 mètres. Les difficultés principales sont:
- Au kilomètre 9, côte de la Montagne : 375 mètres, dénivelé moyen de 10 % avec un passage de 165 mètres à 13 %
- Au kilomètre 10, côte de la Potasse : 420 mètres, dénivelé moyen de 9 %
- Au kilomètre 11, côte de la Fabrique : 190 mètres, dénivelé moyen de 7 %
- Au kilomètre 11, montée vers la ligne d'arrivée : 1 kilomètre, dénivelé moyen de 4 %

Il est à noter que la descente de la Côte Gilmour comporte un passage technique, soit 2 virages successifs de 90 degrés vers la gauche alors que la descente est à plus de 10 % pour le premier virage. Les coureurs empruntent ensuite le Boulevard Champlain aux abords du Fleuve Saint-Laurent pendant 4 kilomètres, qui est plat mais ouvert aux vents.

### Équipes
L'organisateur a communiqué la liste des équipes invitées le 19 juin 2012. 22 équipes participent à ce Grand Prix cycliste de Québec : 18 ProTeams et 3 équipes continentales professionnelles et une équipe nationale du Canada.
| Nom de l'équipe         | Pays        | Code |
| ----------------------- | ----------- | ---- |
| AG2R La Mondiale        | France      | ALM  |
| Astana                  | Kazakhstan  | AST  |
| BMC Racing              | États-Unis  | BMC  |
| Euskaltel-Euskadi       | Espagne     | EUS  |
| FDJ-BigMat              | France      | FDJ  |
| Garmin-Sharp            | États-Unis  | GRS  |
| Katusha                 | Russie      | KAT  |
| Lampre-ISD              | Italie      | LAM  |
| Liquigas-Cannondale     | Italie      | LIQ  |
| Lotto-Belisol           | Belgique    | LTB  |
| Movistar                | Espagne     | MOV  |
| Omega Pharma-Quick Step | Belgique    | OPQ  |
| Orica-GreenEDGE         | Australie   | OGE  |
| Rabobank                | Pays-Bas    | RAB  |
| RadioShack-Nissan       | Luxembourg  | RNT  |
| Saxo Bank-Tinkoff Bank  | Danemark    | STB  |
| Sky                     | Royaume-Uni | SKY  |
| Vacansoleil-DCM         | Pays-Bas    | VCD  |

| Nom de l'équipe  | Pays   | Code |
| ---------------- | ------ | ---- |
| Cofidis          | France | COF  |
| Europcar         | France | EUC  |
| SpiderTech-C10   | Canada | SPI  |
| Équipe du Canada | Canada |      |

## Favoris
Philippe Gilbert (BMC Racing) n'est pas présent pour défendre son titre de vainqueur de l'édition 2011, lui qui court le Tour d'Espagne. Le lauréat du dernier Tour d'Italie, le Canadien Ryder Hesjedal (Garmin-Sharp) devrait tenter quelque chose devant ses compatriotes, il avait terminé quatrième en 2010. Thomas Voeckler (Europcar), vainqueur de l'épreuve en 2010, pourrait s'illustrer. Edvald Boasson Hagen (Sky) fait également figure de favori, lui qui a remporté le dernier Grand Prix de Plouay à la fin du mois d'août. Le Portugais Rui Costa (Movistar), dauphin de Boasson Hagen à Plouay, a ses chances. Le parcours pourrait également convenir au Slovaque Peter Sagan (Liquigas-Cannondale), qui a démontré ses habiletés de puncheur lorsque la ligne d'arrivée est située en côte.
Les coureurs suivants seront également parmi les favoris : Simon Gerrans (Orica-GreenEDGE), Pierrick Fédrigo (FDJ-BigMat), Jelle Vanendert (Lotto-Belisol) et Luis León Sánchez (Rabobank),.

## Récit de la course
Le signal de départ est donné par le maire de Québec Régis Labeaume et le maire de Bordeaux, Alain Juppé. Pendant le déroulement du deuxième tour sur les seize prévus, huit coureurs se détachent du peloton et ils sont rapidement rejoints par un plus grand nombre. Un rassemblement général s'opère au kilomètre 45. Au tour numéro 4, un autre groupe se forme, initié par Thomas Rohregger de la RadioShack-Nissan et l'échappée compte bientôt huit coureurs dans ses rangs. Les coureurs travaillent bien ensemble et creusent un écart maximal de 6 minutes et 10 secondes. Avec six tours à effectuer, les équipes Garmin-Sharp et Europcar prennent les rênes du peloton et travaillent à ramener les fuyards. Ils les rejoignent avec un peu plus de deux tours à faire, dans la Côte de la Montagne.
Peu après, Chris Anker Sørensen (Saxo Bank-Tinkoff Bank) et Bruno Langlois de l'équipe nationale canadienne tentent leur chance et creusent un avantage de 20 secondes au début de l'avant-dernier tour. Langlois est éventuellement lâché et Dries Devenyns (Omega Pharma-Quick Step) le remplace près de la ligne d'arrivée alors que la cloche sonne le dernier tour. Le duo travaille, mais est rejoint sur le Boulevard Champlain avec 4 kilomètres à parcourir. Greg Van Avermaet (BMC Racing) attaque dans la Côte de la Montagne et il est bientôt rejoint par le champion australien Simon Gerrans (Orica-GreenEDGE). Peter Sagan (Liquigas-Cannondale) jette toutes ses forces dans les deux derniers kilomètres pour essayer de rejoindre le duo de tête et passe bien près de réussir, se rapprochant à 30 mètres sous la flamme rouge. Il manque de jus et le peloton le rejoint. Avec le groupe de poursuite lui soufflant sur la nuque, Gerrans bat au sprint le Belge Van Avermaet et s'adjuge la victoire sur la Grande Allée. Rui Costa (Movistar) prend la troisième place en réglant le sprint des poursuivants, 4 secondes après les hommes de tête.
Gerrans s'exprime après la victoire : "C'est une des courses les plus difficiles du calendrier. C'est fantastique de courir à Québec sur un circuit excitant avec une bonne foule et une bonne ambiance."

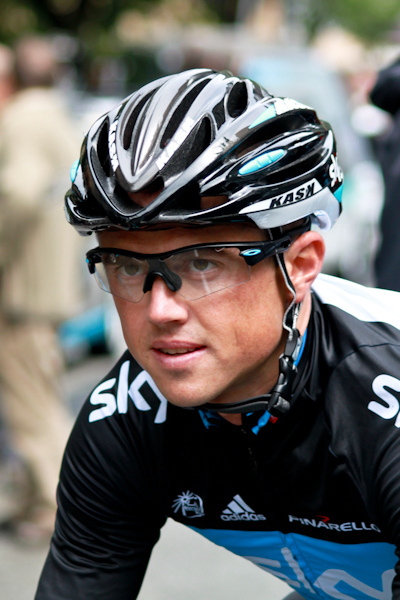
L'Australien Simon Gerrans s'impose finalement.

## Classement final
|    | Coureur           | Équipe                  |    | Temps           | Points UCI |
| -- | ----------------- | ----------------------- | -- | --------------- | ---------- |
| 1  | Simon Gerrans     | Orica-GreenEDGE         | en | 4 h 53 min 04 s | 80         |
| 2  | Greg Van Avermaet | BMC Racing              | +  | 0 s             | 60         |
| 3  | Rui Costa         | Movistar                |    | 4 s             | 50         |
| 4  | Luca Paolini      | Katusha                 |    | 4 s             | 40         |
| 5  | Tom-Jelte Slagter | Rabobank                |    | 4 s             | 30         |
| 6  | Diego Ulissi      | Lampre-ISD              |    | 4 s             | 22         |
| 7  | Thomas Voeckler   | Europcar                |    | 4 s             | -          |
| 8  | Fabian Wegmann    | Garmin-Sharp            |    | 4 s             | 10         |
| 9  | Gerald Ciolek     | Omega Pharma-Quick Step |    | 4 s             | 6          |
| 10 | François Parisien | SpiderTech-C10          |    | 4 s             | -          |

Meilleur grimpeur:  Bruno Langlois (Équipe Canada)
Meilleur canadien:  François Parisien (SpiderTech-C10)